# IC 31
IC 31 је спирална галаксија у сазвјежђу Рибе која се налази на листи објеката дубоког неба у Индекс каталогу.
Деклинација објекта је + 12° 16' 7" а ректасцензија 0h 34m 24,6s. Привидна величина (магнитуда) објекта IC 31 износи 14,4 а фотографска магнитуда 15,3. IC 31 је још познат и под ознакама UGC 340, MCG 2-2-21, CGCG 434-23, NPM1G +11.0015, PGC 2062.